# Стеліс кільчастий
Стеліс кільчастий (Stelis annulata) — вид комах з родини Megachilidae. Один із 10 видів поширеного в Середземномор'ї та Північній Америці підроду Heterostelis, всесвітньо поширеного (за винятком Австралії) роду Stelis (105 видів). Один із 3 палеарктичних видів підроду в фауні України.

## Морфологічні ознаки
Зовні дуже подібний до видів бджіл триби Anthidiini, що самостійно будують гнізда, але, як і всі клептопаразитичні бджоли, самиці S. annulata не мають скопи (волосяної щітки знизу черевця) для збору пилку. Від інших представників роду відрізняється наявністю довгих жовтих плям на боках 1–4 тергумів і неперерваною жовтою смугою на 5 тергумі. Довжина тіла — 10–11 мм.

## Поширення
Середземноморський вид, зустрічається у Південній Європі, Північній Африці (Алжир) та Малій Азії. Ареал виду збігається з ареалом його хазяїна. В Україні відомий у Харківській області та Криму. Дуже рідкісний вид. Причини вразливості та імовірного зникнення — зменшення площі стацій мешкання та чисельності бджоли-хазяїна — трахузи переривчастої Trachusa interrupta.

## Особливості біології
Мешкає на узліссях соснових та листяних лісів на легких ґрунтах, степових схилах, в кам’янистому степу з чагарниками по ярах. Вид з недостатньо вивченою біологією. В Криму живлення імаго спостерігалось на квітках головачки [Cephalaria uralensis (Murr.) Roem. et Schult.] — основної кормової рослини бджоли-хазяїна. Вид веде клептопаразитичний спосіб життя. Самиці відкладають яйця в готові комірки Trachusa interrupta (F.). 

## Загрози та охорона
Мешкання на охоронюваних територіях не встановлено. Треба провести спеціальні дослідження з метою виявлення усіх місць перебування виду-хазяїна, оцінку чисельності та стану його популяцій в Україні. Також треба створити заказники в місцях знахідок виду.